# Райли, Ричард
Ричард Уилсон Райли (англ. Richard Wilson Riley; род. 2 января 1933) — американский политик, член Демократической партии, министр образования США с 1993 по 2001 год.

## Биография
Окончил с отличием Фурманский университет (1954), получил диплом юриста в Университете Южной Каролины (1959).
Райли работал в Палате представителей Южной Каролины с 1963 по 1966 год.
Член Сената Южной Каролины с 1967 по 1977 год.
Он был избран губернатором Южной Каролины в 1978 году (переизбран в 1982 году).
Председатель Ассоциации губернаторов-демократов (1985—1986).